# 콜로산

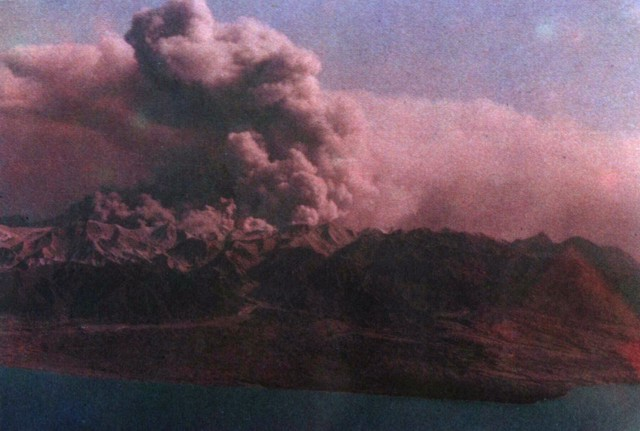

콜로산(인도네시아어: Gunung Colo)은 인도네시아 술라웨시섬 사이에 있는 우나우나 섬의 성층 화산으로, 정상에 칼데라가 있다. 이곳은 활화산이며, 1983년의 분화 기록이 있다. 화산폭발지수 4였으며, 이는 1898년의 분화보다 더욱 거대했다.